# Чанахи
Чана́хи (груз. ჩანახი — ср. тур. çanak: горшок; рус. жаркое) — блюдо грузинской кухни, представляющее собой тушённую в глиняном горшочке баранину с овощами. Традиционный набор овощей для чанахи — картофель, томаты, баклажаны и лук, положенные в горшок слоями, и равные в общей массе весу взятого мяса. В чанахи, как правило, используется типичный для грузинской кухни набор пряностей.
Блюдо появилось не раньше XVI века — когда картофель попал в Европу из Америки.
Блюдо не является свойственным только грузинской кухне. Подобные блюда широко распространены на Востоке. К примеру, армянский кчуч (название совпадает с названием глиняного горшка, в котором готовится блюдо), практически совпадает с чанахи по рецептуре, а отличается только меньшим количеством жидкости. Также блюдами со схожей рецептурой являются супы пити в Азербайджане, путук в Армении и др. Общим для всех подобных блюд является принцип «поставил и забыл», то есть приготовление таких блюд не требует дополнительных операций в процессе приготовления.
В частности, чанахи или очень похожее блюдо часто готовили на Ближней даче для И. В. Сталина и членов Политбюро ЦК КПСС.

…Он любил выдумывать и заказывать блюда, неизвестные нам. Например, он стал заказывать поварам и постепенно совершенствовать одно блюдо: не то суп, не то второе. В большом котле смешивались баклажаны, помидоры, картошка, чёрный перец, лавровый лист, кусочки нежирного бараньего мяса — и всё доводилось до готовности. На стол это блюдо подавалось в горячем виде. Когда открывали котёл, то шёл приятный аромат. Туда добавляли кинзу и другие травы. Блюдо было очень вкусным. Сталин дал ему название «Арагви».
— Анастас Микоян